# Сонсядло Іван Йосипович
Сонсядло Іван Йосипович (19 січня 1957 р., смт. Козова Тернопільська область) — український скульптор. Член НСХУ (1992). Лауреат обласної мистецької премії ім. М. Бойчука (2008).

## Життєпис
Закінчив Козівську середню школу №2. Малювати почав навчатися у гуртку образотворчого мистецтва.
1987 р. — закінчив факультет скульптури Київський державний художній інститут. Педагоги з фаху — В. Борисенко, В. Чепелик. З 1987 р. живе і працює в Тернопіль.

## Творчість
Працює в галузі станкова й монументальна пластика. Створює пам'ятники.
Основні твори:
- меморіальна дошка композитору В. Барвінський (1989),
- пам'ятник М. Шарик,  с. Денисів Козівський район (1992),
- пам'ятник Т. Шевченку, м. Борщів (1993)[1],
- пам'ятник Я. Струхманчук, с. Росохуватець (Купчинецька сільська громада Козівський район (1994),
- пам'ятник І. Франко, м. Тернопіль (1995).
- памятник В. Авраменко с. Стеблів Корсунь-Шевченківський район, Черкаська область (1995).
- пам'ятник Богдан Лепкий у Бережани (1997)[2],
- пам'ятник Я. Старуху, с. Золота Слобода Козівський район (1997)[3],
- пам'ятник Незалежності у Тернопіль (2012)[4].
- пам’ятник Герої Небесної сотні та воїнам російсько-української війни  у с. Плотича Тернопільський район (2019).
- пам’ятник українцям-жертвам депортації з Польща 1944—1947 рр. та сталінських репресій у смт. Козова(2020)[5].

Погруддя:
- Б. Мазепи,
- Л. Зацного,
- Ю. Гуляка (1999). Усі зберігаються Денисівський краєзнавчий музей.
- Учасник обласних і республіканських виставок у Київ та Тернопіль.

## Нагороди
- Всеукраїнська літературно-мистецька премія імені Братів Богдана та Левка Лепких (2024) — за роботи, присвячені відомим українським діячам та національним героям, зокрема за пам’ятник Богдану Лепкому у м. Бережани[6].